# Poggiolo (ruisseau)
Pour les articles homonymes, voir Poggio.
Le Poggiolo est un ruisseau du département Haute-Corse de la région Corse et a son embouchure en mer Tyrrhénienne.

## Étymologie
Poggio est un terme italien signifiant « hauteur », « sommet », « puy ». En tant que tel, il figure dans de nombreux noms de communes italiennes. Son équivalent corse Poghju, transcrit en français Poggio, le fait figurer dans plusieurs noms officiels de communes ou hameaux corses, ainsi que son diminutif Poggiolo.

## Géographie
D'une longueur de 6,9 kilomètres, le Poggiolo prend sa source sur la commune de Santa-Maria-di-Lota à l'altitude 1 030 mètres, à moins de 200 mètres du Monte Foscu (1 102 m).
Il coule globalement de l'ouest vers l'est.
Il a son embouchure entre Santa-Maria-di-Lota et San-Martino-di-Lota, à l'altitude 0 mètre, près de la tour génoise de Miomo, et entre les deux campings des Orangers et du Casanova.
Les cours d'eau voisins sont le Bevinco au sud de Bastia et au nord le Luri avant le Cap Corse.

### Communes et cantons traversés
Dans le seul département de la Haute-Corse, le Poggiolo traverse deux communes et un canton :
- dans le sens amont vers aval : Santa-Maria-di-Lota (source), San-Martino-di-Lota (confluence).

Soit en termes de cantons, le Poggiolo prend source et a son embouchure dans le seul ancien canton de San-Martino-di-Lota, aujourd'hui le canton du Cap Corse dans l'arrondissement de Bastia.

### Bassin versant
La superficie du bassin versant « Côtiers du ruisseau de Poggiolo inclus au ruisseau de Pietracorbara inclus » (Y740) est de 88 km2.

### Organisme gestionnaire
L'organisme gestionnaire est le Comité de bassin de Corse, depuis la loi corse du 22 janvier 2002.

## Affluents

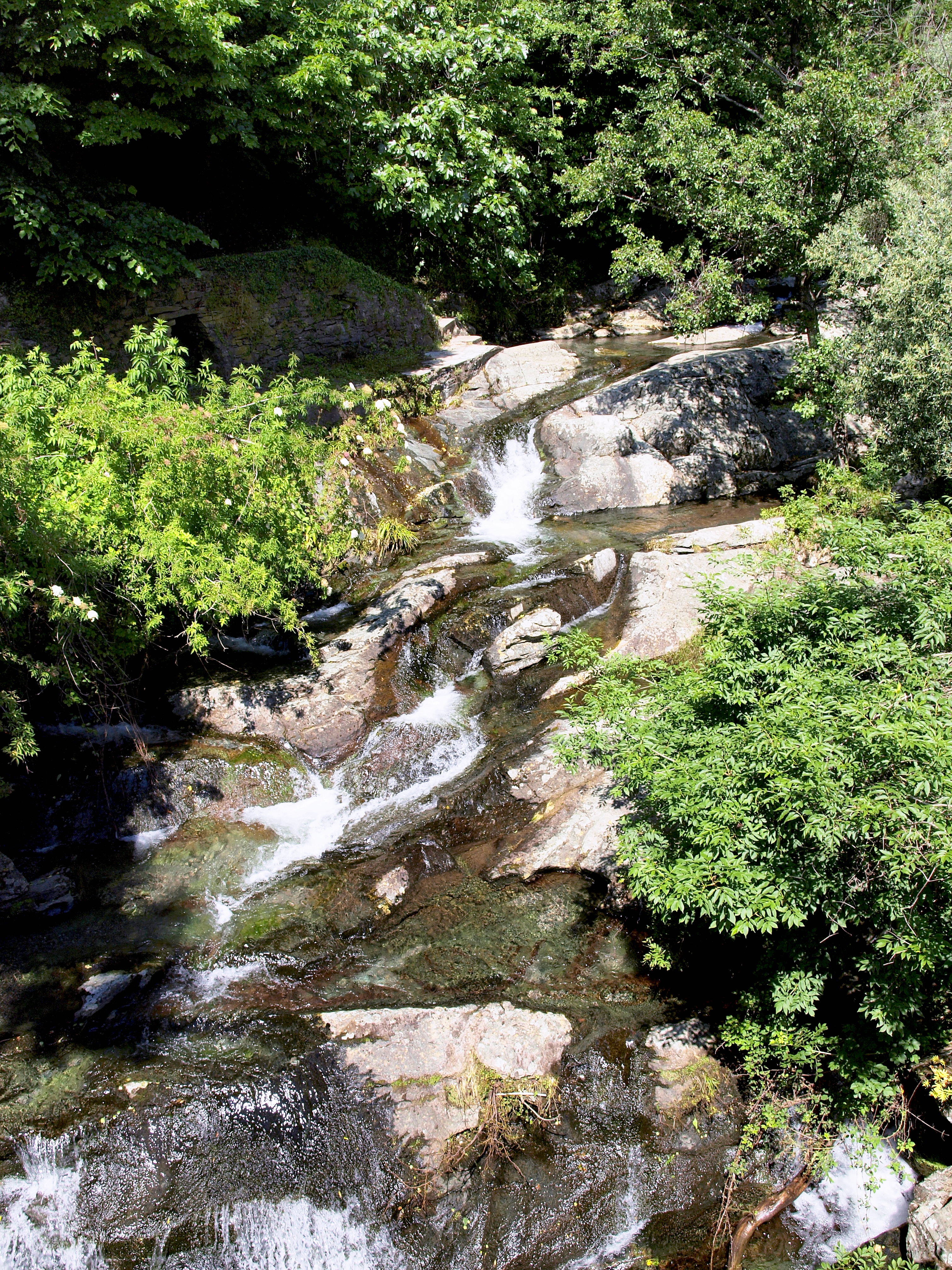
Santa-Maria-di-Lota - Ruisseau de Mandriale, affluent du ruisseau de Poggiolo (embouchure à Miomo)

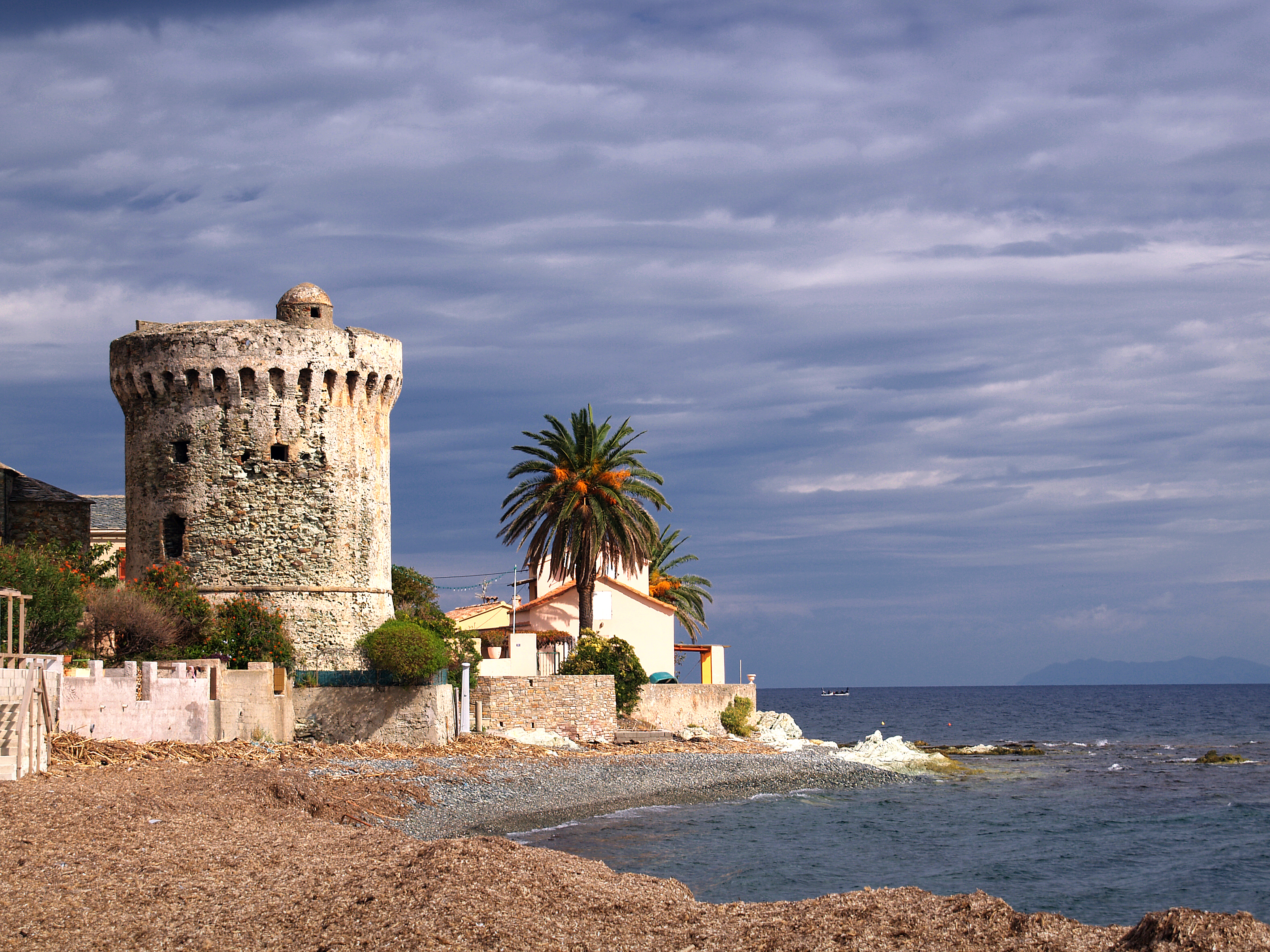
Tour génoise ruinée sur la plage de galets de Miomo - commune de Santa-Maria-di-Lota

Le Poggiolo a deux affluents référencés :
- le ruisseau de Mandriale (rg[note 3]), 3,3 km, sur la seule commune de Santa-Maria-di-Lota.
- le ruisseau de Cavaligna (rg), 3,2 km, sur la seule commune de Santa-Maria-di-Lota.

### Rang de Strahler
Le rang de Strahler est donc de deux.

## Aménagements et écologie

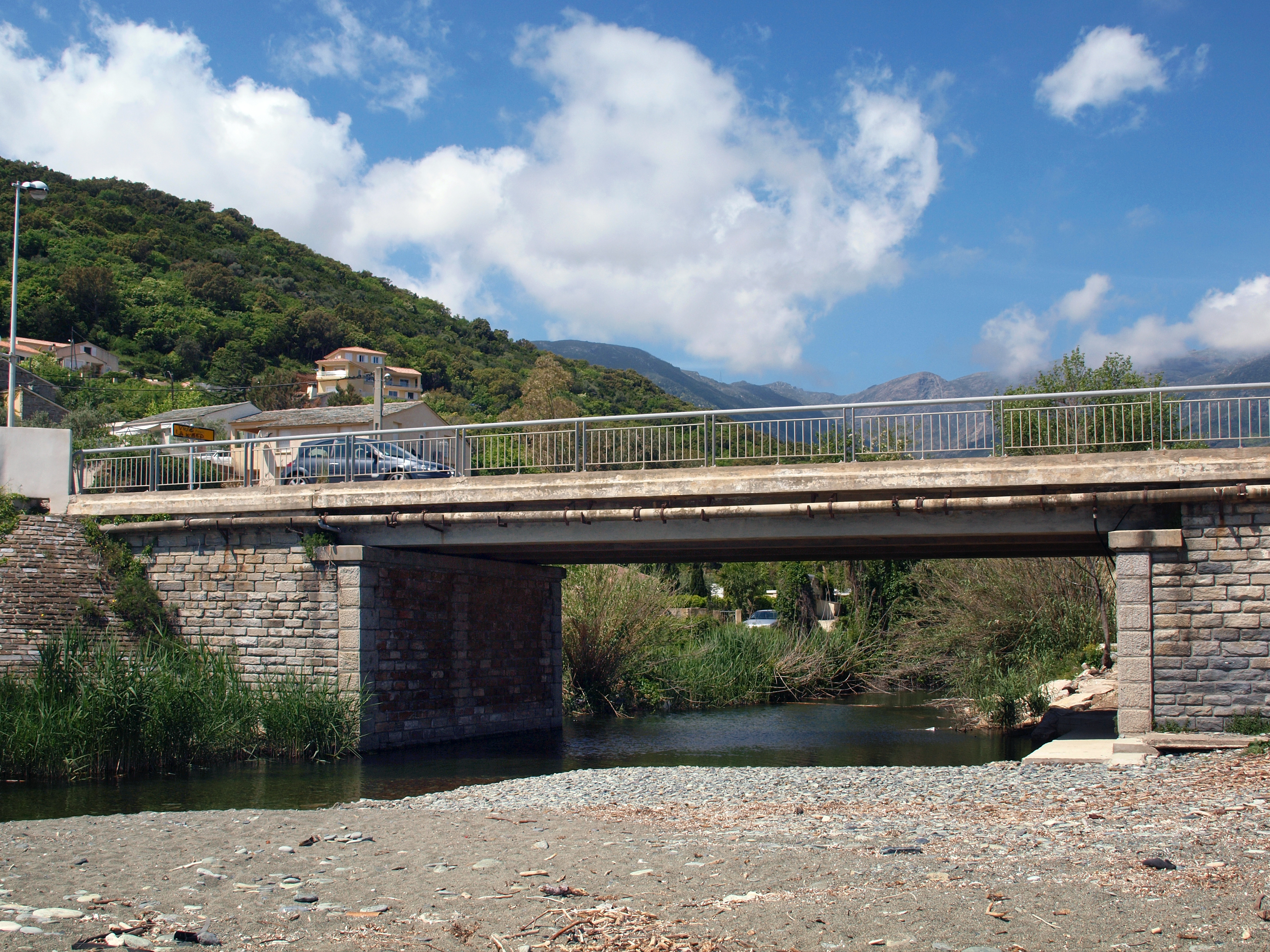
Pont de la D80 sur le Poggiolo à Miomo

Le Poggiolo est enjambé par le pont de la route D80 nommé « route du bord de mer », à une vingtaine de mètres de son embouchure.